# Distrito de Vila Real
O distrito de Vila Real é um distrito português, localizado no norte do país. Tem uma área de 4 328 km2, registando 185 086 habitantes no ano de 2023 e uma densidade populacional de 43 habitantes por km2. O distrito toma o nome da cidade de Vila Real.
Limita a norte com a Espanha, a leste com o distrito de Bragança, a sul com o distrito de Viseu, a sudoeste com o distrito do Porto e a oeste com o distrito de Braga. Está composto por 14 municípios, que se dividem em 197 freguesias.
O distrito é conhecio por fazer parte da região do Alto Douro Vinhateiro, que é Património Mundial da UNESCO e famosa pela produção de Vinho do Porto, um dos vinhos mais conhecidos e apreciados do mundo. Também é conhecido pelas suas paisagens naturais, que refletem a diversidade geográfica do distrito, como o Parque Natural do Alvão e do Douro Internacional, tal como as serrass do Alvão e Marão. O Palácio de Mateus, localizado na cidade de Vila Real, é património cultural.

## Subdivisões

### Municípios
O distrito está composto pelos seguintes 14 municípios:
- Alijó
- Boticas
- Chaves
- Mesão Frio
- Mondim de Basto
- Montalegre
- Murça
- Peso da Régua
- Ribeira de Pena
- Sabrosa
- Santa Marta de Penaguião
- Valpaços
- Vila Pouca de Aguiar
- Vila Real

### Freguesias
O distrito está composto por 197 freguesias, das quais 14 em Alijó, 10 em Boticas, 39 em Chaves, 5 em Mesão Frio, 6 em Mondim de Basto, 25 em Montalegre, 7 em Murça, 8 na Peso da Régua, 5 em Ribeira de Pena, 12 na Sabrosa, 7 em Santa Marta de Penaguião, 25 em Valpaços, 14 em Vila Pouca de Aguiar e 20 em Vila Real.

### Regiões
Na divisão das Nomenclatura das Unidades Territoriais para Fins Estatísticos, também chamados por NUTS, o distrito faz parte pela sua área total da Região do Norte.

### Sub-regiões
Pertencendo à Região do Norte, os municípios, que formam o distrito, dividem-se em várias sub-regiões, que formam a região à qual pertence.
Ao Alto Tâmega pertencem os municípios mais a norte do distrito, como Boticas, Chaves, Montalegre, Ribeira de Pena, Valpaços e Vila Pouca de Aguiar, formando por completo a sub-região.
Ao Douro pertencem os municípios mais a sul do distrito, como Alijó, Mesão Frio, Murça, Peso da Régua, Sabrosa, Santa Marta de Penaguião e Vila Real, que formam juntos com outros municípios dos distritos de Bragança e da Guarda a sub-região.
Já ao Ave pertence somente o município de Mondim de Basto, que forma junto com municípios do distrito de Braga a sub-região.

### Cidades
- Chaves
- Peso da Régua
- Valpaços
- Vila Real

### Vilas
- Alijó
- Boticas
- Carrazedo de Montenegro (Valpaços)
- Cumieira (Santa Marta de Penaguião)
- Favaios (Alijó)
- Fontes (Santa Marta de Penaguião)
- Lordelo (Vila Real)
- Mesão Frio
- Mondim de Basto
- Montalegre
- Murça
- Pedras Salgadas (Vila Pouca de Aguiar)
- Pinhão (Alijó)
- Ribeira de Pena
- Sabrosa
- Salto (Montalegre)
- Sanfins do Douro (Alijó)
- Santa Marta de Penaguião
- Santo Estêvão (Chaves)
- São Martinho de Anta (Sabrosa)
- Vidago (Chaves)
- Vila Pouca de Aguiar
- Vilar de Maçada (Alijó)
- Vilarandelo (Valpaços)

## População

### Habitantes
O distrito de Vila Real começou a década de 2010 com uma população considerável de 201 698 habitantes em 2012. Porém, ao longo dos anos seguintes, houve um declínio demográfico, com a população diminuindo para 198 964 em 2013 e 196 271 em 2014.
Essa tendência de queda continuou nos anos seguintes, com a população alcançando 194 131 em 2015, 191 988 em 2016 e 190 271 em 2017. Esse declínio sugere possíveis desafios socioeconômicos e demográficos, como migração para áreas urbanas ou baixas taxas de natalidade.
A partir de 2018, no entanto, houve uma desaceleração na taxa de diminuição populacional, com 188 563 habitantes em 2018, 187 253 em 2019 e 186 469 em 2020. Embora ainda haja uma diminuição, ela ocorre num ritmo menos acentuado, indicando uma possível estabilização demográfica.
Os anos seguintes confirmam essa tendência, com uma população de 185 148 em 2021 e 184 525 em 2022. Embora a diminuição populacional persista, a taxa de declínio parece ter diminuído, sugerindo uma possível estabilização demográfica no distrito.
|            | 2012    | 2013    | 2014    | 2015    | 2016    | 2017    | 2018    | 2019    | 2020    | 2021    | 2022    |
| ---------- | ------- | ------- | ------- | ------- | ------- | ------- | ------- | ------- | ------- | ------- | ------- |
| Habitantes | 201 698 | 198 964 | 196 271 | 194 131 | 191 988 | 190 271 | 188 563 | 187 253 | 186 469 | 185 148 | 184 525 |
| Variação   | 2 776   | 2 734   | 2 693   | 2 140   | 2 143   | 1 717   | 1 708   | 1 310   | 784     | 1 321   | 623     |
| Variação   | 1,4 %   | 1,4 %   | 1,4 %   | 1,1 %   | 1,1 %   | 0,9 %   | 0,9 %   | 0,7 %   | 0,4 %   | 0,7 %   | 0,3 %   |

#### 0 aos 14 anos
Ao longo dos anos, observou-se uma redução consistente no número de crianças e adolescentes no distrito. Em 2012, a população nessa faixa etária era de 24 806, seguida por quedas adicionais em 2013 (23 924) e 2014 (22 981).
Essa tendência de declínio persistiu nos anos subsequentes, com a população dos 0 aos 14 anos atingindo 22 089 em 2015, 21 458 em 2016 e 20 849 em 2017. Essa diminuição contínua pode refletir desafios socioeconômicos, como migração de famílias para áreas urbanas ou baixas taxas de natalidade no distrito.
Em 2018, a população nessa faixa etária registou 20 150 indivíduos, seguindo a tendência de diminuição. Os anos seguintes mantiveram essa trajetória, com 19 586 em 2019, 19 300 em 2020, 18 708 em 2021 e 18 377 em 2022.
|            | 2012   | 2013   | 2014   | 2015   | 2016   | 2017   | 2018   | 2019   | 2020   | 2021   | 2022   |
| ---------- | ------ | ------ | ------ | ------ | ------ | ------ | ------ | ------ | ------ | ------ | ------ |
| Habitantes | 24 806 | 23 924 | 22 981 | 22 089 | 21 458 | 20 849 | 20 150 | 19 586 | 19 300 | 18 708 | 18 377 |
| % total    | 12,3 % | 12 %   | 11,7 % | 11,4 % | 11,2 % | 11 %   | 10,7 % | 10,5 % | 10,4 % | 10,1 % | 10 %   |
| Variação   | 995    | 882    | 943    | 892    | 631    | 609    | 699    | 564    | 286    | 592    | 331    |
| Variação   | 3,9 %  | 3,6 %  | 4,1 %  | 3,9 %  | 2,9 %  | 2,8 %  | 3,4 %  | 2,8 %  | 1,5 %  | 3,1 %  | 1,8 %  |

| Número de habitantes | Número de habitantes | Número de habitantes | Número de habitantes | Número de habitantes | Número de habitantes | Número de habitantes | Número de habitantes | Número de habitantes | Número de habitantes | Número de habitantes | Número de habitantes | Número de habitantes | Número de habitantes | Número de habitantes | Número de habitantes |
| -------------------- | -------------------- | -------------------- | -------------------- | -------------------- | -------------------- | -------------------- | -------------------- | -------------------- | -------------------- | -------------------- | -------------------- | -------------------- | -------------------- | -------------------- | -------------------- |
| 1864                 | 1878                 | 1890                 | 1900                 | 1911                 | 1920                 | 1930                 | 1940                 | 1950                 | 1960                 | 1970                 | 1981                 | 1991                 | 2001                 | 2011                 | 2021                 |
| 218320               | 232362               | 238717               | 240515               | 245699               | 234940               | 255961               | 291297               | 319423               | 325358               | 265605               | 264381               | 236294               | 223729               | 206661               | 185878               |

### Freguesias com mais de 1000 habitantes
- Santa Maria Maior (Chaves), 12000 habitantes
- Nossa Senhora da Conceição (Vila Real), 8885 habitantes
- Peso da Régua, 5292 habitantes
- São Dinis (Vila Real), 4766 habitantes
- Godim (Peso da Régua), 4667 habitantes
- Valpaços, 4539 habitantes
- São Pedro (Vila Real), 3937 habitantes

- Mateus (Vila Real), 3400 habitantes
- Vila Pouca de Aguiar, 3303 habitantes
- Mondim de Basto, 3273 habitantes
- Lordelo (Vila Real), 3169 habitantes
- Santa Cruz - Trindade (Chaves), 3096 habitantes
- Mouçós (Vila Real), 3051 habitantes
- Borbela (Vila Real), 2652 habitantes
- Alijó, 2635 habitantes
- Salvador (Ribeira de Pena), 2417 habitantes
- Cerva (Ribeira de Pena), 2280 habitantes
- Folhadela (Vila Real), 2261 habitantes
- Adoufe (Vila Real), 2155 habitantes
- Murça, 2136 habitantes
- Vilar de Nantes (Chaves), 2084 habitantes
- Bornes de Aguiar (Vila Pouca de Aguiar), 2057 habitantes
- Vidago (Chaves), 1991 habitantes
- Parada de Cunhos (Vila Real), 1939 habitantes
- Torgueda (Vila Real), 1881 habitantes
- Montalegre, 1816 habitantes
- Vila Marim (Vila Real), 1742 habitantes
- Carrazeda de Montenegro (Valpaços), 1620 habitantes
- Madalena (Chaves), 1582 habitantes
- Vale de Anta (Chaves), 1543 habitantes
- Sanfins do Douro (Alijó), 1495 habitantes
- Telões (Vila Pouca de Aguiar), 1485 habitantes
- Salto (Montalegre), 1429 habitantes
- São Pedro de Agostém (Chaves), 1419 habitantes
- Andrães (Vila Real), 1389 habitantes
- Campeã (Vila Real), 1375 habitantes
- São Miguel de Lobrigos (Santa Marta de Penaguião), 1365 habitantes
- Atei (Mondim de Basto), 1352 habitantes
- Samaiões (Chaves), 1318 habitantes
- Boticas, 1280 habitantes
- São João Batista de Lobrigos (Santa Marta de Penaguião), 1270 habitantes
- Vila Marim (Mesão Frio), 1243 habitantes
- Sabrosa, 1202 habitantes
- Loureiro (Peso da Régua), 1154 habitantes
- Cumieira (Santa Marta de Penaguião), 1146 habitantes
- Vilar de Ferreiros (Mondim de Basto), 1136 habitantes
- Arroios (Vila Real), 1117 habitantes
- Mondrões (Vila Real), 1065 habitantes
- Favaios (Alijó), 1064 habitantes
- Constantim (Vila Real), 1020 habitantes
- Candedo (Murça), 1002 habitantes

### Freguesias com menos de 100 habitantes
- Fiães do Tâmega (Boticas), 99 habitantes
- Meixede (Montalegre), 88 habitantes

- Contim (Montalegre), 87 habitantes
- Fervidelas (Montalegre), 87 habitantes
- Amieiro (Alijó), 81 habitantes
- Pardelhas (Mondim de Basto), 77 habitantes
- Fiães (Montalegre), 76 habitantes
- Parada de Monteiros (Vila Pouca de Aguiar), 72 habitantes
- Curros (Boticas), 67 habitantes
- Donões (Montalegre), 62 habitantes

Algumas das freguesias, acima referidas, poderão, a partir de 2013, passado a pertencer a Uniões de Freguesias.

## Política

### Eleições legislativas
| Ano  | %       | D       | %    | D   | %      | D      | %           | D           | %       | D       | %   | D   | %    | D  | %    | D   | %    | D   | %   | D   | %    | D    | %   | D   | %       | D       | % | D | %  | D  | %  | D  |
| Ano  | PPD/PSD | PPD/PSD | PS   | PS  | CDS-PP | CDS-PP | PCP/APU/CDU | PCP/APU/CDU | MDP/CDE | MDP/CDE | UDP | UDP | AD   | AD | FRS  | FRS | PRD  | PRD | PSN | PSN | B.E. | B.E. | PAN | PAN | PSD CDS | PSD CDS | L | L | CH | CH | IL | IL |
| ---- | ------- | ------- | ---- | --- | ------ | ------ | ----------- | ----------- | ------- | ------- | --- | --- | ---- | -- | ---- | --- | ---- | --- | --- | --- | ---- | ---- | --- | --- | ------- | ------- | - | - | -- | -- | -- | -- |
| 1975 | 45,8    | 4       | 27,1 | 2   | 7,2    | –      | 2,9         | –           | 2,3     | –       | –   | –   |      |    |      |     |      |     |     |     |      |      |     |     |         |         |   |   |    |    |    |    |
| 1976 | 39,0    | 4       | 26,2 | 2   | 18,3   | 1      | 3,2         | –           |         |         | 0,9 | –   |      |    |      |     |      |     |     |     |      |      |     |     |         |         |   |   |    |    |    |    |
| 1979 | AD      | AD      | 24,8 | 2   | AD     | AD     | 6,1         | –           | APU     | APU     | 1,5 | –   | 57,6 | 4  |      |     |      |     |     |     |      |      |     |     |         |         |   |   |    |    |    |    |
| 1980 | AD      | AD      | FRS  | FRS | AD     | AD     | 5,2         | –           | APU     | APU     | 0,8 | –   | 62,0 | 5  | 22,8 | 1   |      |     |     |     |      |      |     |     |         |         |   |   |    |    |    |    |
| 1983 | 42,1    | 3       | 32,3 | 2   | 12,7   | 1      | 5,2         | –           | APU     | APU     | 0,6 | –   |      |    |      |     |      |     |     |     |      |      |     |     |         |         |   |   |    |    |    |    |
| 1985 | 42,1    | 3       | 22,9 | 2   | 12,5   | 1      | 5,9         | –           | APU     | APU     | 0,8 | –   | 8,6  | –  |      |     |      |     |     |     |      |      |     |     |         |         |   |   |    |    |    |    |
| 1987 | 62,6    | 5       | 20,2 | 1   | 5,0    | –      | 4,1         | –           | 0,3     | –       | 0,4 | –   | 1,4  | –  |      |     |      |     |     |     |      |      |     |     |         |         |   |   |    |    |    |    |
| 1991 | 60,5    | 4       | 26,2 | 2   | 5,1    | –      | 2,6         | –           |         |         | –   | –   | 0,4  | –  | 1,2  | –   |      |     |     |     |      |      |     |     |         |         |   |   |    |    |    |    |
| 1995 | 46,0    | 3       | 40,0 | 2   | 7,8    | –      | 1,9         | –           | 0,4     | –       |     |     | 0,4  | –  |      |     |      |     |     |     |      |      |     |     |         |         |   |   |    |    |    |    |
| 1999 | 45,4    | 3       | 40,8 | 2   | 6,9    | –      | 2,4         | –           |         |         | 0,4 | –   | 0,8  | –  |      |     |      |     |     |     |      |      |     |     |         |         |   |   |    |    |    |    |
| 2002 | 54,1    | 3       | 31,8 | 2   | 8,1    | –      | 2,0         | –           |         |         | 0,9 | –   |      |    |      |     |      |     |     |     |      |      |     |     |         |         |   |   |    |    |    |    |
| 2005 | 40,3    | 2       | 43,8 | 3   | 6,8    | –      | 2,5         | –           | 2,4     | –       |     |     |      |    |      |     |      |     |     |     |      |      |     |     |         |         |   |   |    |    |    |    |
| 2009 | 41,1    | 3       | 36,5 | 2   | 10,1   | –      | 2,9         | –           | 5,5     | –       |     |     |      |    |      |     |      |     |     |     |      |      |     |     |         |         |   |   |    |    |    |    |
| 2011 | 51,4    | 3       | 29,1 | 2   | 8,7    | –      | 3,1         | –           | 2,3     | –       | 0,5 | –   |      |    |      |     |      |     |     |     |      |      |     |     |         |         |   |   |    |    |    |    |
| 2015 | CDS     | CDS     | 33,1 | 2   | PSD    | PSD    | 3,0         | –           | 5,2     | –       | 0,6 | –   | 51,0 | 3  | 0,3  | –   |      |     |     |     |      |      |     |     |         |         |   |   |    |    |    |    |
| 2019 | 39,0    | 3       | 37,2 | 2   | 4,5    | –      | 2,5         | –           | 6,1     | –       | 1,6 | –   |      |    | 0,5  | –   | 0,8  | –   | 0,4 | –   |      |      |     |     |         |         |   |   |    |    |    |    |
| 2022 | 40,0    | 2       | 41,3 | 3   | 1,6    | –      | 1,7         | –           | 2,3     | –       | 0,8 | –   | 0,5  | –  | 7,2  | –   | 1,8  | –   |     |     |      |      |     |     |         |         |   |   |    |    |    |    |
| 2024 | AD      | AD      | 29,6 | 2   | AD     | AD     | 1,4         | –           | 39,3    | 2       | 2,5 | –   | 0,9  | –  | 1,4  | –   | 17,1 | 1   | 2,0 | –   |      |      |     |     |         |         |   |   |    |    |    |    |

## Património
- Lista de património edificado no distrito de Vila Real

## Justiça

### Tribunais[7]
- Tribunal Judicial de Alijó
- Tribunal Judicial de Chaves
- Tribunal Judicial de Montalegre
- Tribunal Judicial de Peso da Régua
- Tribunal Judicial de Valpaços
- Tribunal Judicial de Vila Pouca de Aguiar
- Tribunal Judicial de Vila Real

### Estabelecimentos prisionais
- Estabelecimento Prisional de Chaves
- Estabelecimento Prisional de Vila Real

## Saúde
- Hospital de Chaves
- Hospital D. Luís I de Peso da Régua
- Hospital São Pedro de Vila Real

## Transportes

### Autoestradas
O distrito está ligado por três autoestradas, que percorrem o distrito de norte a sul, e do oeste a leste.

#### A4
A  A 4 , Autoestrada Transmontana, liga o Porto com Quintanilha, no distrito de Bragança, seguindo para Espanha. Dentro do distrito, a autoestrada entra pelo sudoeste e atravessa a Serra do Marão, através do Túnel do Marão, passando por Vila Real e aí liga com a  A 24 , seguindo em direção a oeste, passando pelos municípios da Sabrosa, Alijó e Murça, tendo uma extensão total de 56 quilómetros dentro do distrito.

#### A7
A  A 7 , Autoestrada do Gerês, liga a Póvoa de Varzim, no distrito do Porto, com Vila Pouca de Aguiar. Dentro do distrito, a autoestrada entra pelo noroeste e atravessa o Rio Tâmega e a Serra do Alvão, passando pelo município de Ribeira de Pena. Chegando a Vila Pouca de Aguiar, a autoestrada liga-se com a  A 24 , que segue em direção a norte a Chaves e direção sul a Vila Real, tendo uma extensão total de 26 quilómetros dentro do distrito.

#### A24
A  A 24 , Autoestrada do Interior Norte, liga Chaves, vindo da Espanha, e segue em direção a Viseu. Dentro do distrito, a autoestrada entre pelo norte e passa por Chaves, aonde segue em direção a Vila Pouca de Aguiar, aonde se liga com a  A 7 , que segue em direção a oeste à Póvoa de Varzim, no distrito do Porto. Segue depois em direção a Vila Real, passando ao lado da Serra do Alvão, e atravessa a seguir os municípios de Santa Marta de Penaguião e Peso da Régua, atravassendo a seguir o Rio Douro através da Ponte Miguel Torca e tendo assim uma extensão total de 92 quilómetros dentro do distrito.

### Vias Rápidas
O  IC 5  liga Alijó com Miranda do Douro, no distrito de Bragança. Dentro do distrito começa no sudoeste, através de uma ligação com a  A 4 , situada na freguesia de Pópulo de Alijó. Aí segue  a sudoeste para Alijó e segue em direção a Vila Flor, no distrito de Bragança, atravessando o Rio Tua, tendo assim uma extensão total dentro do distrito de 16 quilómetros.
- IP4- Porto/Matosinhos - Amarante - Alto do Espinho - Vila Real - Mirandela - Bragança - Quintanilha (Bragança)

### Aéreo
- Aeródromo de Vila Real
- Aeródromo de Chaves